# あかざわRED
あかざわRED（あかざわレッド、9月26日 - ）は、日本の漫画家・イラストレーター。

## 活動
主に成人向け漫画を執筆している。また、過去にはメロンブックスのマスコットキャラクター「めろんちゃん」の2代目キャラクターデザインおよびイラストレーターも務めた。めろんちゃん以外のキャラクターのほとんどはあかざわRED担当時に生み出されており、現在でも原案/キャラクターデザインとしてクレジットされている。
執筆する漫画のスタイルには、かつて彼女との情事の後タバコを吸ってハードボイルドを気取っていたところ、後輩の絵師に彼女をNTRられて以降「優位的な立場にある、幼児体型の女性に従わされる男性」という構図が多く共通し、巨乳・年上のキャラを描くことは「体に毒」と公言している。乗り物と猫が大好き。女性器を広げる時の擬音「くぱぁ」で有名。
『COMIC LO』（茜新社）と日暮里ギフトとのコラボレーションにより、「笹倉さな」「笹倉かな」2種類のトルソー型オナホール『ないしょのついんてーるず！』が発売。のちにTokyoLibidoからは「桃園みな」「桃園にな」2種類のオナホール『ないしょのついんてーるず！2』が発売された。
商業作品を執筆する傍ら、同人サークル「KAMINENDO.CORP」を主宰している。

## 作品リスト

### 漫画
- いんぷれ 全6話（芳文社『まんがタイムきららMAX』 Vol.1、2004年11月号、2005年1, 3, 5, 7月号）
- ほしいものは （マックス『COMICポプリクラブ』 2005年10月号） 『くぱぁりぞーと♥』収録
- まのサンカクいき 全3話（COMICポプリクラブ 2005年11月号～2006年1月号） 『くぱぁりぞーと♥』収録
- きゅーけつさぶじぇくと 全6話（COMICポプリクラブ 2006年2月号～2006年8月号） 『くぱぁりぞーと♥』収録
- おくちからのこいびと （COMICポプリクラブ 2006年10月号） 『ぴんくぱんつぁー』収録
- ろりあね 全6話 （COMICポプリクラブ 2006年11, 12月号、2007年2, 3, 4, 5月号） 『ぴんくぱんつぁー』収録
- 絶対少女ism 全3話 （COMICポプリクラブ 2007年8, 9, 11月号） 『ぴんくぱんつぁー』収録
- 半熟てんちょ! （アスキー・メディアワークス『電撃黒「マ）王』 VOLUME1～12、『電撃「マ）王』2010年10月号、12月号）
- でびっ娘との暮らし方 全7話 （COMICポプリクラブ 2008年2, 3, 5, 6, 8, 9, 11月号） 『じぇらしっくぱぁく♥』収録
- ななちゃいスイッチ! 全3話 （COMICポプリクラブ 2008年12月号、2009年2, 3月号） 『じぇらしっくぱぁく♥』収録

### 単行本
※括弧外の日付は奥付上のもの。
1. 『りとらば』 2005年9月5日（2005年8月19日発売[4]）、晋遊舎〈晋遊舎コミックス〉、ISBN 4-88380-489-5
  - 新装版 2009年4月23日（同日発売[5]）、マックス〈ポプリコミックス〉、ISBN 978-4-90349-197-4
2. 『くぱぁりぞーと♥』 2006年8月25日発売、晋遊舎〈晋遊舎コミックス〉、ISBN 4-88380-561-1
  - 新装版 2008年1月1日（2007年11月22日発売[6]）、マックス〈ポプリコミックス〉、ISBN 978-4-90349-148-6
3. 『ぴんくぱんつぁー』 2008年1月1日（2007年11月22日発売[6]）、マックス〈ポプリコミックス〉、ISBN 978-4-90349-147-9
4. 『半熟てんちょ!』 アスキー・メディアワークス〈電撃コミックス〉、全2巻
  1. 2009年2月27日（同日発売[7]）、ISBN 978-4-04867-627-4
  2. 2010年11月27日（同日発売[8]）、ISBN 978-4-04868-983-0
5. 『じぇらしっくぱぁく♥』 2009年5月1日（2009年4月23日発売[9]）、マックス〈ポプリコミックス〉、ISBN 978-4-90349-196-7
6. 『みるくぱぁとなーず！』 2010年8月26日（同日発売[10]）、マックス〈ポプリコミックス〉、ISBN 978-4-86379-029-2
7. 『生膣ひゃくぱぁせんと！』 2011年10月25日（同日発売[11]）、マックス〈ポプリコミックス〉、ISBN 978-4-86379-053-7
8. 『NightWalkers』 日本文芸社〈ニチブンコミックス〉、全3巻 
  1. 2012年8月9日発売[12]、ISBN 978-4-53712-922-9
  2. 2013年2月9日発売[13]、ISBN 978-4-53713-004-1
  3. 2013年11月9日発売[14]、ISBN 978-4-53713-094-2
9. 『ろリパコ ぶらっくぱぁーるず！』 2014年10月24日（同日発売[15]）、茜新社〈TENMACOMICS LO #162〉、ISBN 978-4-86349-457-2
10. 『なまロリ♡』 2016年5月28日発売[16]、茜新社〈TENMACOMICS LO #194〉、ISBN 978-4-86349-561-6

### アニメ
- 『生膣ひゃくぱぁせんと！固結びのシンパ』 メディアバンク〈Queen Bee〉、全3巻
  1. 『くぱぁ ＃1 ～あかね色・藍色のゆうわく～』 2012年11月23日発売[17]
  2. 『くぱぁ ＃2 ～ももいろ・にゅうはくしょくのゆうわく～』 2013年3月22日発売[18]
  3. 『くぱぁ ＃3 ～なないろ・うつりゆくゆうわく～』 2013年6月7日発売[19]
- 『LO Re:パコ すくすくみずきちゃん THE ANIMATION』2016年5月6日発売 ミルキーズピクチャーズ〈Chippai〉[20]
- 『なま LO Re: なまけもの THE ANIMATION』2016年6月3日発売 ミルキーズピクチャーズ〈Chippai〉[21]
- 『なま LO Re: ふらちもの THE ANIMATION』2016年8月5日発売 ミルキーズピクチャーズ〈Chippai〉[22]

### アダルトグッズ企画
1. ないしょのついんてーるず！<ロリビッチ笹倉かなちゃん> （2010年12月25日発売、日暮里ギフト）[2]
2. ないしょのついんてーるず！<正統派ロリ笹倉さなちゃん> （2010年12月25日発売、日暮里ギフト）[2]
3. ないしょのついんてーるず！2<妄想ロリ桃園みなちゃん> （2013年8月8日発売、TokyoLibido）[3]
4. ないしょのついんてーるず！2<誘惑ロリ桃園になちゃん> （2013年8月8日発売、TokyoLibido）[3]
5. Amazon限定 ないしょのついんてーるず! <絶対キツキツEdition 笹倉かなちゃん> （2014年2月24日発売、TokyoLibido）
6. Amazon限定 ないしょのついんてーるず! <絶対キツキツEdition 笹倉さなちゃん> （2014年2月24日発売、TokyoLibido）

### ゲーム原画
- 『にゃんてCHATON』 （2001年7月19日発売、RUNE）[23]
- 『戦国if』 （DVD版：2002年12月13日発売 / CD版：2002年12月20日発売、RUNE）[24]